# Samuel Rosa Gonçalves
Samuel Rosa Gonçalves (* 25. Februar 1991 in São Borja), auch Samuel oder Samuel Rosa genannt, ist ein brasilianischer Fußballspieler.

## Karriere
Samuel Rosa Gonçalves erlernte das Fußballspielen in den brasilianischen Jugendmannschaften vom São José EC, Internacional Porto Alegre und Fluminense Rio de Janeiro. Seinen ersten Vertrag unterschrieb er 2012 bei seinem Jugendverein Fluminense Rio de Janeiro. Der Verein aus Rio de Janeiro spielte in der Série A. 2012 gewann er mit dem Verein die Meisterschaft sowie die Staatsmeisterschaft von Rio de Janeiro. Von Januar 2014 bis Juli 2014 wurde er an LA Galaxy ausgeliehen. Das Franchise aus Carson, Los Angeles County, Kalifornien, spielte in der Major League Soccer (MLS). Im Anschluss wurde er von August 2014 bis Dezember an den brasilianischen Verein Goiás EC nach Goiânia ausgeliehen. Von 2015 bis Mitte 2016 spielte er ebenfalls auf Leihbasis bei Sport Recife in Recife und Associação Ferroviária de Esportes in Araraquara. Hatta Club, ein Verein aus den Vereinigten Arabischen Emiraten lieh ihn von September 2016 bis Mai 2017 aus. Der Verein aus Hatta spielte in der ersten Liga des Landes, der UAE Arabian Gulf League. Nach der Ausleihe wurde er von Hatta am 1. Juli 2017 fest verpflichtet. Für Hatta stand er bis Mitte 2018 unter Vertrag. Am 1. Juli 2018 wechselte er zum Ligakonkurrenten al-Nasr SC. Anfang 2019 wurde er bis Ende Juni 2019 an den Ligakonkurrenten al-Fujairah SC nach Fudschaira ausgeliehen. Das zweite Halbjahr erfolgte eine Ausleihe nach Südkorea. Hier spielte er für Jeonbuk Hyundai Motors. Das Fußballfranchise aus Jeonju spielte in der höchsten Liga des Landes, der K League 1. Mit Jeonbuk wurde er am Ende der Saison südkoreanischer Fußballmeister. Im Januar 2020 kehrte er nach seiner Ausleihe aus Südkorea zurück zu al-Nasr, wo er im Anschluss direkt an seinen ehemaligen Verein Hatta Club ausgeliehen wurde. Für Hatta spielte er bis Ende Juni 2020. Nach Vertragsende bei al-Nasr zog es ihn Ende 2020 nach Thailand. Hier unterschrieb er einen Vertrag bei Buriram United. Der Verein aus Buriram spielte in der höchsten Liga des Landes, der Thai League. Sein Ligadebüt in Thailand gab er am 26. Dezember 2020 im Auswärtsspiel beim Chonburi FC. Hier stand er in der Anfangself und schoss in der 53. Minute sein erstes Ligator. Nach 73 Minuten wurde er gegen Aung Thu ausgewechselt. Im März 2021 feierte er mit Buriram die Vizemeisterschaft. Nach der Hinrunde 2021/22 wechselte er im Dezember 2021 auf Leihbasis zum Ligakonkurrenten Samut Prakan City FC. Am Ende der Saison 2021/22 belegte er mit dem Verein aus Samut Prakan den vorletzten Tabellenplatz und musste somit in die zweite Liga absteigen. Für Samut absolvierte er 13 Erstligaspiele. Nach der Ausleihe kehrte er nach Buriram zurück. Hier wurde sein Vertrag nicht verlängert. Ende Juli 2022 unterschrieb er einen Vertrag beim ebenfalls in der ersten Liga spielenden PT Prachuap FC. In seiner ersten Saison für Prachuap bestritt er 29 Erstligaspiele. Hierbei erzielte er 18 Tore. Im Sommer 2023 wurde sein Vertrag um eine weitere Saison verlängert. Nach zwei Spielzeiten, in denen er 58 Ligaspiele bestritt, wurde sein Vertrag im Sommer 2024 nicht verlängert. Im Juli 2024 ging er nach Hongkong. Hier wurde er vom Erstligisten Lee Man FC unter Vertrag genommen.

## Erfolge
Fluminense Rio de Janeiro
- Campeonato Brasileiro de Futebol: 2012
- Campeonato Carioca: 2012

Jeonbuk Hyundai Motors
- Südkoreanischer Meister: 2019

Buriram United
- Thailändischer Vizemeister: 2020/21 (Vizemeister)